# Седми конгрес СК Србије
Осми конгрес Савеза комуниста Србије одржан је од 23. до 25. априла 1974. у згради Дома синдиката у Београду. Конгресу је присуствовало 850 делегата.
Последњег дана рада Конгрес је изабрао Централни комитет од 103 чланa, Статутарну комисију од 27 и Надзорну комисију од 11 чланова. Изабрано је 19 чланова Централног комитета СК Југославије, као и Председништво и Извршни комитет СК Србије. За председника Централног комитета изабран је Тихомир Влашкалић, а за секретара Извршног комитета Ђорђе Лазић.

## Централни комитет
Чланови Централног комитета Савеза комуниста Србије изабрани на Седмом конгресу СК Србије 25. априла 1974. године:
1. Хусамедин Аземи
2. Крста Аврамовић
3. Душан Алимпић
4. Махмут Бакали
5. Смаил Башић
6. Иштван Бердал
7. Милорад Бертолино
8. Новица Благојевић
9. Јасмина Богдановић
10. Светислав Божић
11. Албин Босиљ
12. Савка Ботић
13. Добривоје Бошковић
14. Вукоје Булатовић
15. Стеван Барга
16. Живан Васиљевић
17. Љубинка Васовић
18. Тихомир Влашкалић
19. Милица Вранић Каблар
20. Лазар Вујовић
21. Здравко Вуковић
22. Радомир Вулић
23. Душан Глигоријевић
24. Никола Гођевац
25. Фахредин Гунга
26. Живорад Дачић
27. Витомир Деспотовић
28. Венко Димитријев
29. Миодраг Димовић
30. Крцун Драговић
31. Милан Драговић
32. Момчило Дугалић
33. Живадин Ђокић
34. Љубинка Ђорђевић
35. Живота Живковић
36. Геза Зеди
37. Радослав Зечевић
38. Славко Зечевић
39. Ђорђе Зиројевић
40. Љубомир Златковић
41. Љубиша Игић
42. Радомир Јанићијевић
43. Назмије Јањева
44. Столе Јанковић
45. Черими Јашар
46. Милета Јешић
47. Сима Јовановић
48. Станимир Јовановић
49. Ђине Кнежевић
50. Милош Ковачевић
51. Сретен Ковачевић
52. Ђорђе Костић
53. Мојсе Костић
54. Бошко Крунић
55. Ђорђе Лазић
56. Светомир Лаловић
57. Велибор Љујић
58. Нандор Мајор
59. Ана Макан
60. Драгослав Марковић
61. Велизар Мачужић
62. Зоран Матковић
63. Светозар Мијаиловић
64. Владимир Милановић
65. Адам Миленковић
66. Милка Минић
67. Душан Митевић
68. Живорад Мишић
69. Драгослав Николић Аца
70. Жарко Папић
71. Радоман Петковић
72. Вера Петрић
73. Миломир Петровић
74. Мирослав Печујлић
75. Пауна Путанов
76. Миленко Радованов
77. Милија Радовановић
78. Милош Радовић
79. Драгоман Радојичић
80. Илија Ранковић
81. Новак Родић
82. Ида Сабо
83. Ђура Савовић
84. Куртеш Салихи
85. Бајрам Селими
86. Никола Свирчев
87. Драган Спасов
88. Иван Стамболић
89. Рајко Сташевић
90. Ђорђе Стоjшић
91. Рајко Танасковић
92. Андрија Тејић
93. Марија Тодоровић
94. Аиша Хашимбеговић
95. Ђура Хома
96. Драгомир Цвејић
97. Стојан Цветичанин
98. Душан Чкребић
99. Ерхан Чорогли
100. Кољ Широка
101. Милан Шкребић
102. Мехмет Шоши
103. Стеван Штимац

## Председништво ЦК
Чланови Председништва Централног комитета Савеза комуниста Србије изабрани на првој седници Централног комитета одржаној 25. априла 1974. године:
1. Тихомир Влашкалић, председник
2. Крста Аврамовић
3. Хусамедин Азени
4. Душан Алимпић
5. Махмут Бакали
6. Иштван Бердал
7. Милорад Бертолино
8. Добривоје Бошковић
9. Вукоје Булатовић
10. Лазар Вујовић
11. Живан Васиљевић
12. Душан Глигоријевић
13. Милан Драговић
14. Момчило Дугалић
15. Радислав Зечевић
16. Столе Јанковић
17. Бошко Крунић
18. Ђорђе Лазић
19. Светомир Лаловић
20. Драгослав Марковић
21. Жарко Папић
22. Вера Петрић
23. Миломир Петровић
24. Новак Родић
25. Ида Сабо
26. Ђорђе Стојшић
27. Марија Тодоровић
28. Душан Чкребић
29. Кољ Широка

## Извршни комитет ЦК
Чланови Извршног комитета Централног комитета Савеза комуниста Србије изабрани на првој седници Централног комитета одржаној 25. априла 1974. године:
1. Ђорђе Лазић, секретар
2. Добривоје Бошковић, заменик секретара
3. Хусамедин Аземи
4. Иштван Бердал
5. Вукоје Булатовић
6. Лазар Вујовић
7. Милан Драговић
8. Жарко Папић
9. Миломир Петровић
10. Новак Родић
11. Марија Тодоровић
12. председник ПК СК Војводине (по функцији)
13. председник ПК СК Косова (по функцији)